# 히트 더 덱
히트 더 덱(Hit The Deck)은 미국에서 제작된 로이 로랜드 감독의 1955년 영화이다. 제인 포웰 등이 주연으로 출연하였고 조 패스터넉 등이 제작에 참여하였다.

## 출연

### 주연
- 제인 포웰
- 토니 마틴

### 조연
- 데비 레이놀즈
- 월터 피전
- 빅 대몬느
- 진 레이몬드
- 앤 밀러
- 러스 탬블린
- J. 캐롤 나이쉬
- 케이 아멘
- 리차드 앤더슨
- 제인 다웰
- 알랜 킹
- 헨리 슬레이트

## 제작진
- 원작자: 레오 로빈
- 의상: 헬렌 로즈